# Tropaeolum parvifolium
Tropaeolum parvifolium är en krasseväxtart som beskrevs av D.K.Hughes. Tropaeolum parvifolium ingår i släktet krassar, och familjen krasseväxter. Inga underarter finns listade i Catalogue of Life.